# يان فريمان (فنان قتال مختلط)
يان فريمان (بالإنجليزية: Ian Freeman) هو فنان قتال مختلط بريطاني، ولد في 31 ديسمبر 1970 في سندرلاند في المملكة المتحدة.

## وصلات خارجية
- يان فريمان على موقع يو إف سي (الإنجليزية)
- يان فريمان على موقع شيردوغ (الإنجليزية)
- يان فريمان على موقع IMDb (الإنجليزية)
- يان فريمان على موقع قاعدة بيانات الفيلم (الإنجليزية)